# Karl-Heinz Maeder
Karl-Heinz Maeder (* 17. Oktober 1948 in Eichwalde; † 5. September 2013) war ein deutscher Schachspieler. Er gewann 1969 ein internationales Jugendturnier in Groningen und 1978 die 15. deutsche Fernschachmeisterschaft.

## Nahschach
Mit 9 Jahren erlernte Maeder das Schachspiel. Er wurde Mitglied im Schachklub Königsspringer Frankfurt, mit dem er an der Endrunde der deutschen Mannschaftsmeisterschaft 1970 teilnahm. Von 1967 bis 1969 wurde er dreimal Stadtmeister von Frankfurt. 1967 wurde er in Hochspeyer Deutscher Jugendmeister. Diesen Erfolg wiederholte er 1968 in Saarbrücken. Danach nahm er an einem internationalen Jugendturnier in Groningen teil. Dort erzielte er wie Zoltán Ribli und Rafael Vaganian im Finale sieben Punkte aus neun Partien; da er beide Konkurrenten geschlagen hatte, wurde ihm der erste Preis verliehen. Ein weiterer Erfolg war der geteilte zweite Platz in der Meistergruppe in Amsterdam. Bei der Deutschen Meisterschaft 1970 in Völklingen, die Hans-Joachim Hecht gewann, belegte er den achten Platz unter 36 Teilnehmern. Ein Gewinn der Frankfurter Stadtmeisterschaft gelang ihm erneut 1977.
Ab Mitte der 1980er Jahre spielte er mit den Schachfreunden Frankfurt in der 2. Bundesliga. Seine Nahschachkarriere musste er mehrfach aus gesundheitlichen Gründen unterbrechen. Seine letzte Elo-Zahl betrug 2201, seine höchste Elo-Zahl von 2400 hatte er im Juli 1971.

## Fernschach
Mit dem Fernschach begann Maeder 1965. Nach mehreren Aufstiegen qualifizierte er sich für die Endrunde der 11. Deutschen Fernschachmeisterschaft 1968/71. Hier wurde er Dritter. Dafür erhielt er den Titel Nationaler Fernschachmeister. Bei der 12. Deutschen Meisterschaft 1970/73 kam er ohne Niederlage auf den geteilten 4. Platz.
International spielte er im 1. Weltpokalturnier, welches er 1976 mit 13 Punkten von 14 auf Anhieb gewann. Dafür zeichnete ihn der BdF mit der Goldenen Ehrennadel aus. 1979 errang er den Sieg in der 15. deutschen Fernschachmeisterschaft. Beim 2. Weltpokalturnier 1983 teilte er sich Platz 2. Im Finale der 10. Fernschach-WM 1978/1984 belegte er mit 8,5 aus 15 Rang 6, bei der 12. WM erreichte er mit 9 aus 14 Rang 5. Im Finale der XII. Fernschach-Olympiade holte er am Brett 6 mit der deutschen Mannschaft die Goldmedaille. 1990 wurde Maeder zum Internationalen Fernschachmeister ernannt, 1991 zum Fernschach-Großmeister.

## Privates
Maeder arbeitete bei der Stadtverwaltung in Frankfurt/Main.